# Окафор, Симон Аквали
Симон Аквали Окафор (Simon Akwali Okafor, 16 ноября 1934, Колониальная Нигерия — 29 августа 2014) — католический прелат, епископ Авки с 9 июля 1994 года по 17 апреля 2010 год.

## Биография
21 июля 1963 года Симон Аквали Окафор был рукоположён в священника.
6 марта 1992 года Римский папа Иоанн Павел II назначил Симона Аквали Окафора титулярным епископом Авгуруса и вспомогательным епископом епархии Авки. 30 мая 1992 года состоялось рукоположение Симона Аквали Окафора в епископа, которое совершил кардинал Фрэнсис Аринзе в сослужении с епископом Авки Альбертом Канене Обефуной и епископом Ибадана Феликсом Алабой Адеосином Джобом.
9 июля 1994 года Римский папа Иоанн Павел II назначил Симона Аквали Окафора епископом Авки.
17 апреля 2010 года Симон Аквали Окафор подал в отставку.